# Berstheim
Berstheim je občina v departmaju Bas-Rhin francoske regije Alzacija.
Leta 2009 je v občini živelo 393 oseb oz. 127 oseb/km².